# Auchel
Auchel é uma comuna francesa na região administrativa de Altos da França, no departamento de Pas-de-Calais. Estende-se por uma área de 6 km². Em 2010 a comuna tinha 10 443 habitantes (densidade: 1 740,5 hab./km²).